# Стохастичность
Стохасти́чность (др.-греч. στόχος «цель, предположение») — случайность.
Случайный (стохастический) процесс — изменение системы c недетерминированным поведением: последующее состояние такой системы описывается как величинами, которые могут быть предсказаны, так и случайными. Однако, по М. Кацу и Э. Нельсону, любое развитие процесса во времени (неважно, детерминированное или вероятностное) при анализе в терминах вероятностей будет случайным процессом; иными словами, все процессы, имеющие развитие во времени, с точки зрения теории вероятностей — стохастические.

## Стохастичность в математике
Использование термина стохастичность в математике относят к работам Владислава Борткевича, который использовал его в значении выдвигать гипотезы, которое, в свою очередь, отсылает нас к древнегреческим философам, а также к работе Я. Бернулли Ars Conjectandi (лат. «Искусство предположений»).
Область исследований случайных в математике, особенно в теории вероятностей, играет большую роль.
Стохастическая матрица — это матрица, чьи строки или столбцы дают в сумме единицу.

## Стохастичность в области искусственного интеллекта
В области искусственного интеллекта стохастические программы работают с использованием вероятностных методов. Примерами таких алгоритмов могут служить: алгоритм имитации отжига, стохастические нейронные сети, стохастическая оптимизация, генетические алгоритмы. Стохастичность в данном случае может содержаться как в самой проблеме, так и в планировании в условии неопределённости. Для агента моделирования детерминированное окружение более простое, нежели стохастическое.

## Стохастичность в оптимизации
Иерархичность стохастических, организованных математически структур применяются в bogo-сортировке из-за P=NP незаконченности несортированного. Сортировка как частность стохастических процессов: закономерности в отсортированном проще иерархически. Когда спектр относится к стохастической оптимизации; распознанный как организованный спектр относится к иерархически отсортированному. Кубик рубика 9X9, выстроенный иерархически, может быть выстроен с иерарией более высокой плотности чем QRNG-сгенерированный кубик (см. Спидкубинг) на основе того, что QRNG плотность спектра в PSI ниже текущего числа. Частотность нижней части спектра не связана с давлением плотного спектра. Спидкуб, как предмет дата анализа, где пронумерованы грани кубика. Также предметом дата анализа мог бы быть неотсортированный бесконечный спектр пилы (см. Пилообразная волна)

## Стохастичность в естественных науках
Примером реального случайного процесса в нашем мире может служить моделирование давления газа при помощи Винеровского процесса. Несмотря на то, что каждая молекула газа движется по своему строго определённому пути (в данной модели, а не в реальном газе), движение совокупности таких молекул практически нельзя просчитать и предсказать. Достаточно большой набор молекул будет обладать стохастическими свойствами, такими как наполнение сосуда, выравнивание давления, движение в сторону меньшего градиента концентрации и т. д. Таким образом проявляется эмерджентность системы.

### Физика
Метод Монте-Карло получил распространение благодаря физикам Станиславу Уламу, Энрико Ферми, Джону фон Нейману и Николасу Метрополису. Название произошло от казино в городе Монте Карло, Монако, где дядя Улама занимал деньги для игры. Использование природы случайностей и повторов для изучения процессов аналогично деятельности, происходящей в казино.
Методы проведения расчётов и экспериментов на основе случайных процессов как формы стохастического моделирования применялись ещё на заре развития теории вероятностей (напр. Задача Бюффона и работы по оценке малых выборок Уильяма Госсета), но наиболее развились в предкомпьютерную эру. Отличительной чертой методов моделирования Монте-Карло является то, что сначала идёт поиск вероятностного аналога (см. алгоритм имитации отжига). До этого методы моделирования шли в противоположном направлении: моделирование использовалось для того, чтобы проверить результат полученной ранее детерминированной проблемы. И хотя подобные подходы существовали до этого, они не были общими и популярными до тех пор, пока не появился метод Монте-Карло.
Возможно, наиболее известное из ранних применений подобных методов принадлежит Энрико Ферми, который в 1930 году использовал стохастические методы для расчёта свойств только что открытого нейтрона. Методы Монте-Карло широко использовались в ходе работы над манхэттенским проектом, несмотря на то, что возможности вычислительных машин были сильно ограничены. По этой причине только с появлением компьютеров методы Монте-Карло начали широко распространяться. В 1950-х их использует Лос-Аламосская национальная лаборатория для создания водородной бомбы. Широкое распространение методы получили в таких областях, как Физика, Физическая химия и Исследование операций.
Использование методов Монте-Карло требует большого числа случайных величин, что, как следствие, привело к развитию генераторов псевдослучайных чисел, которые были намного быстрее, чем табличные методы генерации, которые ранее использовались для статистической выборки.
Одной из программ, где практически используются методы Монте-Карло, является MCNP.

### Биология
- Стохастический резонанс

В биологических системах было введено понятие 'стохастического шума', который помогает усилить сигнал внутренней обратной связи. Применяется для контроля за обменом веществ у диабетиков. Также имеет место понятие «стохастичности речевых сигналов».

### Медицина
- Стохастическая теория гемопоэза

Примером подобных стохастических эффектов может служить рак.